# Monumento alla Resistenza (Sesto San Giovanni)
Il Monumento alla Resistenza è un'opera scultorea del 1963, presente a Sesto San Giovanni, progettata dall'architetto italiano Piero Bottoni e realizzata in collaborazione con la scultrice polacca Anna Praxmayer. Il monumento si trova nell'omonima piazza della Resistenza, antistante la sede del palazzo comunale di Sesto, città decorata con la medaglia d'oro al valor militare, proprio per il contributo alla lotta per la Liberazione.

## Caratteristiche
Il monumento è un muro figurato in cemento lungo circa 35 metri che si snoda lungo una breve e dolce salita, slanciandosi verso una statua rappresentante la Vittoria. Su entrambi i lati del muro sono rappresentate, con la tecnica del bassorilievo, le alterne vicende della Resistenza dal 1922 al 1945: Oppressione politica, Prigionia, Cospirazione, Resistenza nella città, Resistenza nelle campagne, Caduta del Fascismo, Invasione tedesca, Lager - prigioni - cimiteri, Ripresa delle armi, Resistenza nelle fabbriche, Resistenza in montagna, Vittoria della Resistenza e Pace nella democrazia. I tredici diversi momenti sono raffigurati in forma piana e regolare tramite figure quasi stilizzate, con uno schema tipico, ad esempio, dell'iconografia della Via Crucis. Circa a metà del muro è presente una scultura astratta, in metallo, a forma di reticolo di fili spinati, posta a rappresentare il dramma della deportazione nei campi di concentramento nazisti subita dagli oppositori politici al nazifascismo e dagli operai delle grandi industrie sestesi che avevano partecipato agli scioperi del 1943 e del 1944. All'estremità superiore dell'opera si staglia verso il cielo la Vittoria, che con le mani alzate libera un volo di colombe bronzee. Tutto il monumento è circoscritto da un piccolo prato con siepi e aiuole.

## Storia

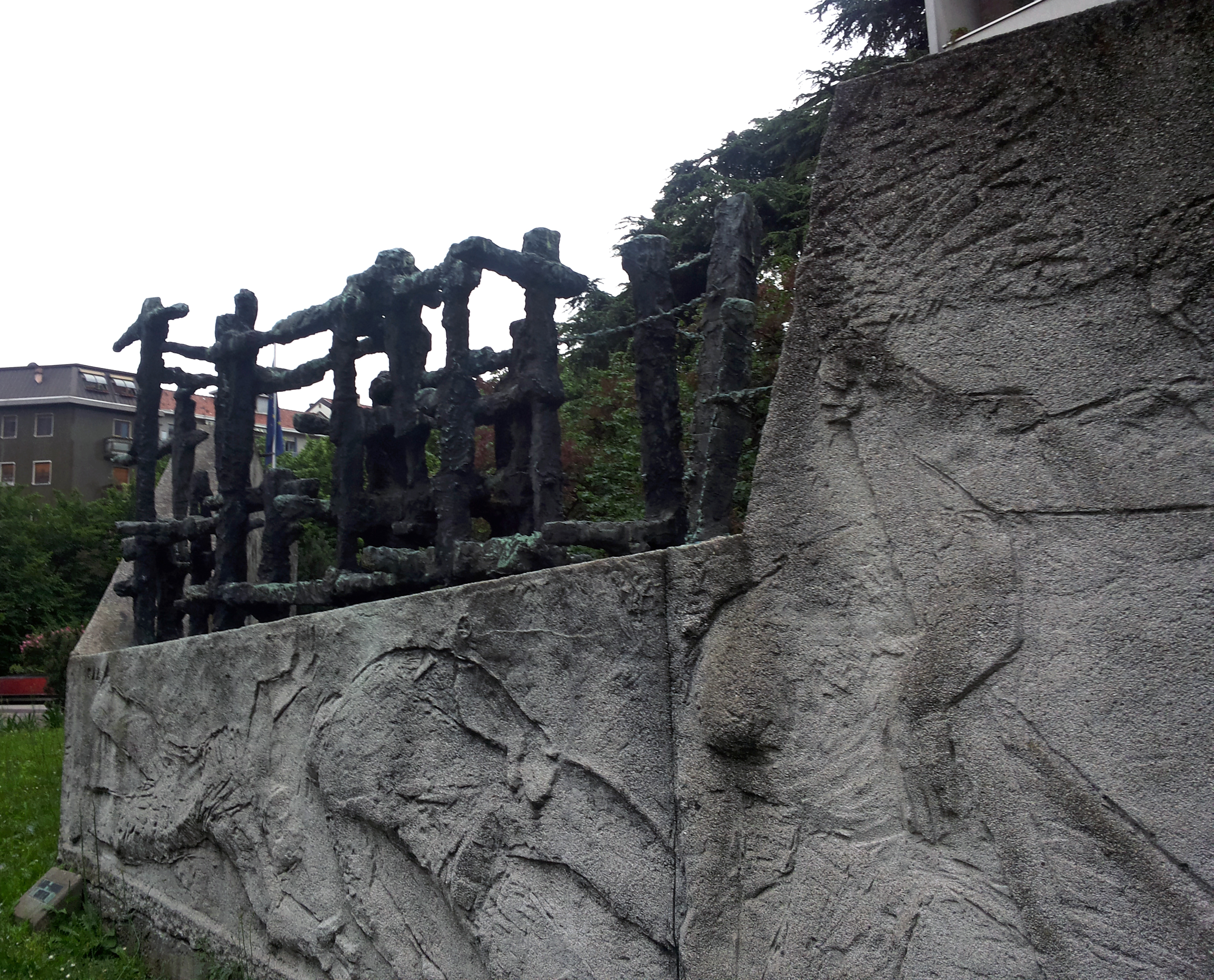
Il muro figurato e il reticolo di fili spinati.

Tra il 1954 e il 1963 l'architetto Bottoni progetta cinque monumenti alla Resistenza. Solo due di questi vengono realizzati: il Monumento ossario dei caduti partigiani al Cimitero monumentale della Certosa di Bologna e il Monumento alla Resistenza a Sesto San Giovanni. Sono rimasti sulla carta il Monumento ai partigiani della Valle d'Aosta a Saint-Pierre, il Monumento ai partigiani di Aosta e il Monumento ai caduti studenti partigiani dell'Università di Ferrara. Piero Bottoni firma l'architettura generale del monumento alla Resistenza di Sesto; gli viene affidato l'incarico di realizzare il monumento nel 1962 come parte integrante della nuova piazza che ospiterà, secondo il piano regolatore dell'epoca, il nuovo palazzo comunale e il municipio di rappresentanza. Il progetto urbanistico di tutta la piazza e dei palazzi pubblici è anch'esso del Bottoni. Tutte le sculture del monumento, i bassorilievi e la statua della Vittoria, ideate e disegnate da Piero Bottoni  sono state realizzate con la collaborazione della scultrice Anna Praxmayer.  
Inaugurato in occasione dei festeggiamenti per il 25 aprile del 1963, il monumento subì un attentato esplosivo nella notte tra il 22 e il 23 maggio 1971, rivendicato dalle SAM che nella stessa notte firmarono altri due attentati a Milano. L'ordigno esplose alla base della statua della Vittoria, che venne lievemente danneggiata ma non restaurata e dove in seguito venne posta una piccola lapide a ricordo dell'accaduto. Sin dai momenti successivi all'attentato, vi furono diverse manifestazioni spontanee di cittadini, studenti e operai antifascisti presso il monumento e per il 24 maggio venne indetto uno sciopero di un'ora nelle maggiori fabbriche cittadine, per ribadire un secco "no" al fascismo.